# Eleazar ben Kalir
Eleazar ben Kalir (אלעזר בן קליר), también conocido como Eleazar ha-Kalir, Eleazar ben Kilir o Eleazar Kalir (ca. 570-ca. 640) fue un judío bizantino y un poeta hebreo. Es uno de los paytanim (compositores de poesía litúrgica hebrea) más antiguo y prolífico. Escribió piyutim para las principales fiestas judías, para sábados especiales, para días entre semana con un carácter festivo y para los días de ayuno. Sus poemas litúrgicos (piyut) se han cantado a lo largo de los siglos y muchos siguen siendo utilizados hoy en día en algunas de las liturgias más significativas en el judaísmo, incluyendo las del Tisha b'Av y en el sábado después de la celebración de un matrimonio. 

## Biografía
A pesar de que sus poemas han ocupado un lugar prominente en ritual impreso, la documentación relacionada con los detalles de su vida se ha perdido, incluyendo el año exacto y circunstancias de su nacimiento y muerte. Se piensa que vivió en algún lugar del Oriente Próximo. Se dice que fue el discípulo de otro compositor de piyutim del s. VI d. C., Yanay. Este, según una leyenda, se volvió envidioso de la sabiduría superior de Ben Kalir, y lo asesinó metiendo en su zapato un escorpión, cuya picadura resultó fatal. Samuel David Luzzatto (siglo XIX) rechazó esta leyenda a partir del hecho de que los piyutim de Yanay seguían recitándose en su tiempo, lo cual le parecía imposible si de verdad Yannai hubiese sido un asesino. Además, Luzzatto afirma también que el R. Gershom ben Judah (ss. X-XI) mencionaba Yanay con títulos honoríficos, cosa inimaginable si el R. Gershom considerase cierta la leyenda.
En sus himnos utiliza a menudo el acróstico para firmar, y normalmente lo hace con el nombre de su padre, Kalir, aunque tres veces escribe Killir. En algunos poemas, incluye el nombre de su ciudad, Quiriat Séfer. El nombre de Eleazar, su patria (Quiriat Séfer) y su época han sido objeto de muchas discusiones en la literatura judía moderna, y varias de las leyendas relativas a su vida han sido desmentidas.
Natán ben Yehiel (más conocido como Aruj) deriva el nombre "Kalir" del griego κόλλυρα, que significa "pequeña torta", y dice que el poeta recibió este nombre porque, cuando llegó a la edad de ir al colegio, le dieron a comer una torta que tenía algunos versos bíblicos escritos en ella con el fin de que adquiriese sabiduría. Cuando Eleazar destacó por su sabiduría, al atribuirle esta a la eficacia de la torta, la gente comenzó a llamarle "Eleazar la Torta" (de ahí el nombre hebreo Eleazar ha-Kalir). Aunque esta historia está bastante difundida entre los judíos y los cristianos siriacos, muchos otros hacen notar que la explicación no tiene sentido, puesto que Kalir no es el apodo de Eleazar, sino el nombre de su padre (por eso se llama Eleazar ben [hijo de] Kalir). En efecto, muchos sugieren que el nombre procede o del padre, o de la ciudad natal del padre, que podría ser la ciudad italiana de Cagliari, la francesa de Calais, la alemana de Colonia, Calírroe en Transjordania, o Edesa en Siria. Otros ven en este apellido el nombre latino de "celer". En cuanto a la ciudad natal de Eleazar, Quiriat Séfer, se ha sido identificado con el homónimo sitio bíblico en Palestina (W. Heidenheim), con la ciudad babilónica de Sippara (Filosseno Luzzatto), y con Cagliari en Italia.
La teoría de que vivió en Italia se basa en la idea de que escribió doble Kerovot para las fiestas; sin embargo, Tosafot y Rosh afirman que ben Kalir no escribió ningún Kerovot doble.
La época en que vivió también ha sido objeto de debate: se ha puesto entre el s. II d. C. al s. XI. Sin embargo, basándose en el Sefer ha-Galuy de Saadiah ha-Gaon, la mayoría lo ubica en el siglo VI. Algunas autoridades antiguas dice que fue un profesor de la Misná, y lo identifican con Eleazar ben Arach o con Eleazar ben Simeon. También ha sido confundido con otro poeta llamado Eleazar b. Jacob. Moisés Botarel le atribuyó el libro Kevod Adonai.
Las referencias más antiguas a ben Kalir aparecen en un responsum de Natronai Gaon (c. 853), en el comentario a la Yetzirah de Saadia Gaon, y en su Agron, así como en los escritos de Al-Kirkisani.
Los estudiosos modernos apuntan a la posibilidad de que tanto él como sus maestros fueran judíos de Palestina. Puesto que Yanai fue una de las autoridades halájicas de Anaán ben David (fundador del Caraísmo), la época de ben Kalir podría fijarse con probabilidad en la primera mitad del s. VII. Por el análisis de su poesía, desde un punto de vista lingüístico, parece que ha de situarse en Palestina hacia finales del s. VI.

## Estilo poético
El "estilo de Kalir" tuvo una influencia profunda en los poetas que le sucedieron en Palestina y en el Oriente Próximo. Introdujo innovaciones radicales en la dicción y el estilo, al mismo tiempo que empleaba una gama completa del hebreo posbíblico. Puede ser que las leyendas sobre un Yanai cada vez más envidioso se basen precisamente en el hecho de que patrones de rima, acróstico, repetición, y estribillo refrenar en los piyutim de ben Kalir sean mucho más ricos que los de su maestro.
Su uso de neologismos y otras particularidades le ha ganado una reputación como un escritor enigmático, hasta el punto de que algunos le han criticado de ser oscuro y tener una influencia negativa en la corrupción de la lengua hebrea. De todos modos, era capaz de escribir en un lenguaje sencillo y directo, como demuestran poemas suyos como Epitalamio.
Joseph Solomon Delmedigo advertía a un estudiante contra los escritos de ben Kalir porque "cortaba la lengua hebrea de un modo arbitrario".
Ben Kalir fue el primero que embelleció toda la liturgia con una serie de himnos (piyutim) cuyo elemento esencial era la hagadá. Tomaba su material del Talmud, y de recopilaciones midrásicas, algunas de las cuales ahora se han perdido, de manera que ben Kalir preservó mediante sus poemas tradiciones hagádicas que de otro modo se desconocerían. Ben Kalir utilizó una versión temprana de los "Hekalot Rabbati" de los Jinetes de la Mercabá, y en su poesía aparecen rastros de las ideas místicas de aquellos e incluso de su lenguaje. Pero la lengua de ben Kalir no es la sus fuentes, sino un hebreo bíblico enriquecido con osadas innovaciones. Su predilección por palabras raras, expresiones alegóricas, y alusiones hagádicas hacen sus escrituras difíciles de entender. Por eso, algunos describen a ben Kalir como "una versión hebrea de Robert Browning". Sus peculiaridades lingüísticas fueron continuadas por muchos, e influyeron hasta cierto punto incluso en la prosa antigua de algunos textos, especialmente entre los caraítas.
Con el despertar de los estudios lingüísticos entre los judíos y con el acrecentarse de la familiaridad con el árabe de estos, las peculiaridades lingüísticas de ben Kalir fueron criticadas con dureza(p. ej., por Abraham ibn Ezra, una crítica que siglos más tarde influiría en los maskilim cuando estos se separaron de Kalir). Sin embargo, la estructura de sus himnos quedó como un modelo que seguiría siendo utilizado siglos después y que recibiría el nombre "Kalírico" o "Kaliri".

## Obras
Aunque algunos de sus himnos se han perdido, más de 200 de ellos aparecen en los Majzorim. Más de veinte kinot para el Tisha b'Av se le atribuyen a él.
A pesar de que la mayoría la obra de ben Kalir sigue inédita, Shulamit Elizur publicó dos volúmenes de su poesía para Rosh ha-Shanah y Yom Kippur respectivamente. Actualmente Elizur sigue con este trabajo.

### Traducciones
Las traducciones de algunos de sus himnos al alemán se encuentran en la obra de Leopold Zunz, en la edición del Sidur de Michael Sachs, y en la obra de Karpeles' Zionsharfe. Algunos poemas fueron traducidos al inglés por Nina Davis y por Henry Lucas. Se pueden encontrar también traducciones de sus poemas en los volúmenes del German Festival Prayers de Davis & Adler, en Servicio de la Sinagoga. También se pueden encontrar en así como otros libros de oración para días festivos del rito Asquenazí.  Los poemas de ben Kalir que se recitan en el rito italiano están traducidos a esta lengua por el R. Menachem Emanuel Hartom.